# 克魯塔巴爾卡 (新桑扎里區)
49°19′23″N 34°40′39″E / 49.32306°N 34.67750°E
克魯塔巴爾卡（烏克蘭語：Крута Балка），是烏克蘭中部的村莊，隸屬波爾塔瓦州的波爾塔瓦區。該村距離斯特里日夫希納1.5公里，面積5.52平方公里，2001年人口847。